# تپه ایدلو
تپه ایدلو مربوط به دوره اشکانیان - سده‌های اولیه و میانه دوران‌های تاریخی پس از اسلام است و در شهرستان کبودرآهنگ، بخش مرکز ی، دهستان سرداران، شرق روستای ایدلو واقع شده و این اثر در تاریخ ۷ اسفند ۱۳۸۶ با شمارهٔ ثبت ۲۱۵۷۹ به‌عنوان یکی از آثار ملی ایران به ثبت رسیده است.